# Les Fougerêts
Les Fougerêts [lɛ fuʒʁɛ] (bretonsky Felgerieg-al-Lann) je francouzská obec v departementu Morbihan v regionu Bretaň.

## Historie
Ve středověku byla vesnice byla v majetku řádu templářů.
V polovině 20. století nastal úbytek obyvatelstva, který se zastavil v 70. letech díky společnosti Yves Rocher.

## Vývoj počtu obyvatel
Počet obyvatel

## Pamětihodnosti
- château de Villechauve - renesanční zámek chráněný jako historická památka
- socha Piety na hřbitově